# Sdružení pro republiku – Republikánská strana Čech, Moravy a Slezska
Sdružení pro republiku – Republikánská strana Čech, Moravy a Slezska (registrováno jako SDRUŽENÍ PRO REPUBLIKU – REPUBLIKÁNSKÁ STRANA ČECH, MORAVY A SLEZSKA; zkratka SPR-RSČMS) je česká krajně pravicová politická strana. Strana vznikla v roce 2010 v Olomouci, jejím současným předsedou je od roku 2019 informační technik Pavel Mužný. V letech 2010–2016 nesla název REPUBLIKÁNSKÁ STRANA ČECH, MORAVY A SLEZSKA (zkratka RSČMS).

## Volební výsledky

### Volby do Poslanecké sněmovny
| Volby | Počet hlasů | %    | Počet mandátů |
| ----- | ----------- | ---- | ------------- |
| 2017  | 36 528      | 0,72 | 0             |

### Volby do zastupitelstev krajů
| Volby | Počet hlasů | %    | Počet mandátů |
| ----- | ----------- | ---- | ------------- |
| 2020  | –           | 0,01 | 0             |

### Volby do Zastupitelstva města Olomouce 2022
| Volby | Počet hlasů | %    | Počet mandátů |
| ----- | ----------- | ---- | ------------- |
| 2022  | 2 331       | 0,18 | 0             |